# Яналиф (деревня)
Яналиф — деревня в Бугульминском районе Татарстана. Входит в состав Зеленорощинского сельского поселения.

## География
Находится в юго-восточной части Татарстана на расстоянии приблизительно 12 км на юг-юго-запад по прямой от районного центра города Бугульма.

## История
Основана в 1930-х годах. Ныне имеет дачный характер.

## Население
Постоянных жителей было: в 1938—251, в 1949—208, в 1958—169, в 1970—144, в 1979—104, в 1989 — 27, в 2002 0, 7 в 2010.